# Concepción de La Unión
Concepción es un distrito del cantón de La Unión, en la provincia de Cartago, de Costa Rica.

## Geografía
Concepción cuenta con un área de 3,79 km² y una altitud media de 1350 m s. n. m.

## Demografía
Para el año 2022, Concepción cuenta con una población estimada de 17 755 habitantes, y para el último censo efectuado, en 2011, Concepción contaba con una población de 16 515 habitantes.

## Localidades
- Barrios: Cima, Cuadrante, Lirios, Llanos de Concepción, Naranjal (parte), Poró, Salitrillo, San Francisco, San Josecito , Barrio Los Ángeles (parte).

## Transporte

### Carreteras
Al distrito lo atraviesan las siguientes rutas nacionales de carretera:
- Ruta nacional 202
- Ruta nacional 221